# Dianthus longicaulis
Dianthus longicaulis là loài thực vật có hoa thuộc họ Cẩm chướng. Loài này được Ten. mô tả khoa học đầu tiên năm 1819.